# Sargocentron melanospilos
Sargocentron melanospilos là một loài cá biển thuộc chi Sargocentron trong họ Cá sơn đá. Loài này được mô tả lần đầu tiên vào năm 1858.

## Từ nguyên
Từ định danh melanospilos được ghép bởi hai âm tiết trong tiếng Hy Lạp cổ đại: mélanos (μέλανος, "đen") và spílos (σπίλος, "đốm"), hàm ý đề cập đến đốm đen lớn ở phần gốc cuối vây lưng, lan rộng đến vùng lưng tiếp giáp của loài cá này.

## Phân bố và môi trường sống
S. melanospilos có phân bố rộng khắp khu vực Ấn Độ Dương - Thái Bình Dương, từ cụm đảo Zanzibar (Tanzania) trải dài về phía đông đến quần đảo Marshall, quần đảo Samoa và Tonga, ngược lên phía bắc đến Nhật Bản (gồm cả quần đảo Ogasawara), xa về phía nam đến Úc và Nouvelle-Calédonie. S. melanospilos cũng được ghi nhận tại Việt Nam.
S. melanospilos sống trên các rạn san hô ở độ sâu trong khoảng 5–90 m.

## Mô tả
Chiều dài cơ thể lớn nhất được ghi nhận ở S. melanospilos là 25 cm. Thân có các sọc đỏ cam và trắng bạc (hơi ánh màu đồng ở gần lưng) xen kẽ nhau. Có đốm đen lớn ở gốc vây lưng mềm, có thể mờ hoặc không có ở gốc vây đuôi và vây hậu môn. Gai vây lưng đỏ với chóp trắng, một hàng đốm trắng giữa các màng. Gốc vây ngực đen. Môi trên dày và hơi nhọn ra.
Số gai ở vây lưng: 11; Số tia vây ở vây lưng: 12–14; Số gai ở vây hậu môn: 4; Số tia vây ở vây hậu môn: 9–10; Số tia vây ở vây ngực: 14; Số vảy đường bên: 33–36.

## Sinh thái
S. melanospilos thường sống đơn độc nhưng cũng có khi hợp thành đàn lớn ở vùng nước sâu.